# 모리 다카치카

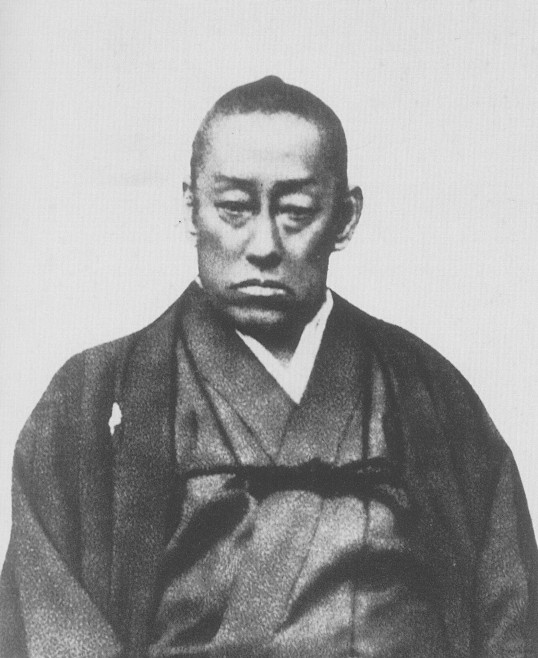
모리 다카치카

모리 다카치카/요시치카(일본어: 毛利敬親 もうり たかちか[*]/慶親)는 조슈번의 제13대 번주(모리가 제25대 당주). 막말의 혼란기에 있어서 유능한 가신을 등용하는 등의 활약을 하였고 젊은이들의 재능을 비호함으로써 가난했던 조슈 번을 풍요롭게 하여 막말의 웅번(雄藩)으로 성장하여 메이지 유신을 이룩하는 계기를 만든 인물로 유명하다.
| 전임 모리 나리토 | 제13대 조슈번 번주 1837년 ~ 1869년 | 후임 모리 모토노리 |

## 같이 보기
- 메이린칸